# Université de Constantinople
L'université de Constantinople, également connue sous le nom d'université du Palais de la Magnaure (en grec : Πανδιδακτήριον της Μαγναύρας) est la dénomination regroupant les institutions d'enseignement supérieur qui existèrent dans la ville de Constantinople au cours de la période byzantine, bien qu'on ne puisse pas dire qu'il y ait eu une continuité réelle, mais plutôt des refondations successives et des formes diverses. Des sources font remonter sa fondation en 425 par l'empereur Théodose II sous le nom de Pandidakterion (Πανδιδακτήριον).
Plusieurs chercheurs considèrent le Pandidakterion comme la première université dans le monde. Les centres d'enseignement supérieur byzantins ressemblent toutefois davantage aux écoles antiques qu'à la structure corporative des universités médiévales. Néanmoins, le Dictionnaire encyclopédique du Moyen Âge identifie le Pandidakterion comme une "institution universitaire".

## Histoire

### Fondation
Il y eut un enseignement supérieur à Constantinople dès le IVe siècle, même si à l'époque les centres principaux étaient plutôt Alexandrie, Antioche et Athènes, et Beyrouth pour le droit : Constantin avait fondé dans sa nouvelle capitale une bibliothèque publique, qui avait 120 000 volumes au Ve siècle, et Julien en ajouta une autre. Dès le règne de Constance II, des enseignants importants, patronnés par l'empereur, exerçaient dans la capitale : Libanios, Thémistios, Euanthius, Charisius... Par une Constitution du 27 février 425, l'empereur Théodose II organisa un corps de 31 professeurs qu'il installa dans le « Capitole », un temple construit au IVe siècle sur le modèle de celui de Jupiter capitolin à Rome, mais qui était christianisé, et qui se trouvait au bord du Philadelphion, la bifurcation de la Mésè, artère principale de la ville. Les professeurs de cet « Auditorium » détenaient le monopole de l'enseignement en public dans la ville (et devaient s'abstenir eux-mêmes de tout enseignement privé) ; leur nomination appartenait au sénat ; sur les 31, il y avait 10 grammairiens de langue grecque, 10 de langue latine, 5 rhéteurs grecs, 3 latins, 1 philosophe grec et 2 juristes latins. Cet « Auditorium » du Capitole fonctionnait encore au milieu du VIe siècle, sous Justinien ; il n'en est plus question ensuite dans les textes. Justinien lui-même développa l'enseignement du droit, concentré dans la capitale surtout après la destruction de Beyrouth par un séisme et un tsunami en 551 ; l'enseignement juridique semble avoir été installé dans la Basilique impériale, près du Palais.
Sous Héraclius, Étienne d'Alexandrie, que l'empereur avait fait venir dans la capitale, enseigna dans un établissement appelé le Πανδιδακτήριον ; il semble que les cours en général, pas seulement ceux de droit, se donnaient alors dans la Basilique impériale. Mais la mort du « professeur œcuménique » (titre de signification discutée) laissa Constantinople sans enseignement de haut niveau.

### Période troublée
Le devenir de l'enseignement dans les deux siècles suivants est très incertain. Le patriarche Nicéphore, dans son Breviarium (écrit vers 780), affirme que l'enseignement « disparaissait » (ήφανίζετο) avec d'autres institutions pendant la guerre civile des années 711-715. Cependant l'existence d'hommes instruits au VIIIe siècle, et le fonctionnement ininterrompu de l'État byzantin, prouvent à l'évidence qu'un enseignement autre que primaire continua toujours d'être dispensé dans la capitale. Il semble qu'à partir du VIIIe siècle au moins, et sans doute avant, des cours publics se soient donnés dans des églises : sous le patriarcat de Taraise (784-806), il s'en donnait dans la cathédrale Sainte-Sophie et dans une église des Chalcoprateia ; Antoine Kassymatas enseignait la grammaire dans l'église Saint-Théodore Ta Sphôrakiou avant son accession au patriarcat en 821,. À cette époque aurait également vécu le grammatikos Georges Choiroboskos, dont on a conservé un important matériel de cours.

### Renaissance macédonienne
Léon le Mathématicien, l'un des initiateurs de la « Renaissance » byzantine du IXe siècle, ne trouva, paraît-il, dans la capitale, dans les premières décennies du siècle, ni d'enseignement de bon niveau, ni de bibliothèque, à même d'étancher sa soif de connaissance. Étant parvenu à acquérir une grande science en voyageant, il ouvrit, à son retour, une école dans une maison particulière, puis, remarqué par l'empereur Théophile et son ministre Théoctiste, il fut installé par eux dans l'église des Quarante-Martyrs, sur la grande artère appelée la Mésè (en 829-832 ou 838-840 selon les sources).
À une date indéterminée située sans doute entre 855 et 863, le césar Bardas installa Léon et trois autres professeurs dans le palais de la Magnaure (une partie du palais impérial) : Léon enseignait la « philosophie » (c'est-à-dire donnait un enseignement général), Théodore (ou Serge), un de ses disciples, la géométrie, Théodègios l'arithmétique et l'astronomie, et Komètas la grammaire. Il ne semble pas qu'il faille voir ici la fondation d'une « université » officielle (qui serait d'ailleurs de très petite dimension), mais un simple acte de mécénat de la part de Bardas. On ignore ce qu'il advint de cette école de la Magnaure après la disparition de son patron et de ses professeurs ; mais elle laissa un grand souvenir. Au Xe siècle, Constantin VII Porphyrogénète réinstalla des professeurs dans la Magnaure, mais on ne peut pas dire dans quelle mesure il y a eu continuité ; d'autre part, même si d'anciens élèves de l'institution occupèrent ensuite d'importantes fonctions, il ne semble pas qu'elle ait eu un caractère officiel : il s'agissait, là encore, de simple mécénat impérial.
L'enseignement à Byzance était une affaire essentiellement privée, même pour ceux qui étaient destinés à la haute fonction publique. Les grammatikoi des VIIIe et IXe siècles enseignaient surtout isolément dans des locaux privés ; au Xe siècle se développèrent des écoles collectives organisées. Le gouvernement impérial et aussi le patriarcat accordaient éventuellement des subventions ; parmi les empereurs, si certains, comme Constantin VII Porphyrogénète, étaient passionnés de culture et s'entouraient de « philosophes » et de savants, d'autres, comme son petit-fils Basile II, étaient indifférents ou hostiles et n'accordaient aucun soutien. Mais d'autre part, plusieurs sources des IXe et Xe siècles prouvent que les écoles étaient organisées en corporation, et qu'il fallait pour en ouvrir une postuler une licence auprès du collège professionnel et ensuite une confirmation du gouvernement impérial : la distinction « public » / « privé » n'était pas aussi nette dans cette société.
Il faut dire un mot de l'enseignement du droit avant Constantin Monomaque. Au temps de Léon VI le Sage, qui réforma cet enseignement, les professeurs des écoles de droit formaient deux classes : les didaskaloi, chargés de la culture générale (egkyklios paideusis) nécessaire aux futurs juristes, et les nomikoi, qui enseignaient le droit lui-même ; les deux catégories faisaient partie juridiquement de la corporation des notaires (taboularioi), et c'est le collège de cette corporation qui choisissait les titulaires des chaires, confirmés par l'éparque. Les notaires, au nombre de vingt-quatre dans toute la ville, avaient leur étude, appelée aussi « chaire » (kathedra), dans les enceintes d'églises, et les écoles de droit étaient attenantes à des « chaires » de notaire. L'église des Quarante-Martyrs, par exemple, où Léon le Mathématicien fut installé par l'empereur Théophile, possédait une « chaire » de notaire et une école de droit, et conserva ensuite des professeurs d'enseignement général.
En 1045, l'empereur Constantin IX Monomaque fonda une institution officielle évoquant l'« Auditorium » du Ve siècle. Elle était composée de deux départements : un de droit, installé dans le monastère Saint-Georges-des-Manganes, et un de philosophie, installé sans doute dans l'église Saint-Pierre, annexe de Sainte-Sophie. On connaît avec précision seulement l'organisation du premier : il était dirigé par un haut fonctionnaire appelé nomophylax (« gardien des lois »), nommé à vie, avec un traitement annuel de 288 nomismata d'or, plus une dotation en nature (vêtements de soie, etc.) ; l'enseignement était gratuit, et à la fin de leurs études les élèves devenaient avocats ou notaires. L'autre département, dont le directeur était appelé « consul des philosophes », comportait en fait deux chaires magistrales, une de philosophie et une de grammaire ; il dispensait un enseignement encyclopédique organisé selon le système du trivium et du quadrivium et fondé essentiellement sur l'explication des textes antiques et sur des exercices rhétoriques. Le premier nomophylax fut Jean Xiphilin, le premier « consul des philosophes » Michel Psellos, la chaire de grammaire étant occupée par Nicétas Byzantios. L'activité du département de philosophie fut rapidement très suspecte à l'Église : Michel Psellos dut faire une profession de foi en 1054, et son successeur Jean Italos fut interdit d'enseignement et enfermé dans un monastère en 1082. Ensuite, le poste de « consul des philosophes » fut occupé par Théodore Smyrnaios, personnage qui apparaît dans le Timarion ; à partir du règne de Manuel Ier Comnène, il fut surtout attribué à des diacres de Sainte-Sophie.
Une école patriarcale est d'autre part clairement attestée à partir de la fin du XIe siècle et pendant tout le XIIe siècle. Elle était constituée d'un corps de douze didascales dépendant du patriarche de Constantinople et qui enseignaient en son nom. Ce corps fut notamment réglementé par un édit de l'empereur Alexis Comnène en 1107. Au sommet de la hiérarchie, trois de ces didascales étaient chargés de l'exégèse de l'Écriture sainte : c'étaient le didascale des Psaumes, celui de l'Apôtre et, au premier rang, celui des Évangiles. Les neuf autres didascales, répartis en deux degrés, sont moins bien connus. Les titulaires de ces chaires étaient d'éminents lettrés, notamment des rhéteurs, et on en connaît qui ont enseigné plusieurs disciplines profanes : Michel Italikos, qui fut didascale des Psaumes, puis de l'Apôtre, puis de l'Évangile, enseigna aussi l'arithmétique, la géométrie, l'astronomie, la musique, la mécanique, l'optique, la médecine et la philosophie. Mais on ne sait pas comment s'articulaient ces divers enseignements. L'école patriarcale avait pour fonction à la fois de former les membres du clergé, d'instruire le peuple et de maintenir l'orthodoxie. Selon le témoignage de Théodore Prodrome, on distinguait nettement cette école patriarcale de l'institution impériale, les « philosophes du sénat », même si certains étudiants fréquentaient les deux établissements.

### Époque paléologue
Ces institutions impériales et patriarcales disparurent de la capitale à la suite de la conquête latine de 1204. Après la reprise de la ville par Michel VIII Paléologue, en 1261, l'enseignement officiel fut restauré par le Grand Logothète Georges Acropolite, qui fut déchargé de ses fonctions administratives et nommé professeur de philosophie aristotélicienne : dans la modeste école qu'il fonda, les cours étaient axés sur la philosophie d'Aristote, la géométrie d'Euclide et l'arithmétique de Nicomaque de Gérase.
Quant à l'école patriarcale, elle fut reconstituée en 1266 par le patriarche Germain III, qui plaça à sa tête Manuel Holobolos. Cet établissement eut une assez grande importance à partir du milieu du XIVe siècle : il fut dirigé à partir de 1360 environ, avec le titre de didaskalos tôn didaskalôn, par Théodore Méliténiotès (auteur d'un important traité d'astronomie), et à partir de 1407-1410, par Jean Chortasménos, titré katholikos didaskalos ; mais il est possible qu'à cette dernière époque les institutions impériale et patriarcale d'enseignement aient en fait fusionné dans le Xénôn du Kral, mentionné ci-après.
Sous Andronic II fut créée une « école impériale » (Scholeion basilikon), aussi appelée Mouseion par réminiscence de l'établissement d'Alexandrie fondé par Ptolémée Ier. Elle dépendait du Grand Logothète Théodore Métochite ; le professorat y était considéré comme une charge publique (« liturgie ») qu'on ne pouvait abandonner qu'avec l'autorisation de l'empereur ; les enseignants recevaient à la fois un traitement du gouvernement et des indemnités des familles de leurs élèves, et l'enseignement public n'était plus gratuit comme au XIe siècle. On ignore si les enseignements étaient regroupés dans un local particulier, et il est difficile de distinguer dans les sources ceux qui relevaient du Mouseion et ceux qui correspondaient à des écoles privées.
Manuel II, l'« empereur-philosophe », qui voyagea en Europe occidentale et séjourna notamment à Paris, fonda au début du XVe siècle une institution appelée Katholikon Mouseion : elle était installée dans un local unique qui était un hôpital fondé par le kral serbe Étienne II Milutine près du monastère Saint-Jean-Baptiste de Pétra (le Xénôn du Kral) ; elle était subordonnée au sénat, selon la tradition, et était placée sous la surveillance, non plus du Grand Logothète, mais d'un des quatre « juges généraux » créés par la réforme institutionnelle d'Andronic III ; ce responsable, du reste, pouvait être lui-même professeur, comme Georges Scholarios sous Jean VIII, et Jean Argyropoulos sous Constantin Dragasès ; la riche bibliothèque du monastère adjacent était à la disposition des professeurs. On remarque l'importance prise à l'époque par les études médicales, fait peut-être en relation avec la nature du lieu d'implantation, et plusieurs professeurs, comme Georges Chrysococcès, étaient à la fois rhéteurs et médecins. Parmi les élèves de cette institution, dont plusieurs s'installèrent ensuite en Italie, il faut citer Basilius Bessarion et Constantin Lascaris ; en 1420, l'humaniste italien François Philelphe vint y suivre les cours de Jean Chrysoloras (neveu du fameux Manuel Chrysoloras).
Le 29 mai 1453, Constantinople est prise par les Ottomans. Ceux-ci refondent l'université le lendemain qui devient l'université d'Istanbul (initialement une école coranique et théologique).